# Jan Battěk
Jan Battěk (* 10. února 1992, Praha) je český divadelní, filmový a dabingový herec a moderátor.

## Životopis
Narodil se v Praze. Od dětství se věnoval tanci a zpěvu v tanečním souboru Prstýnek a v seminářích vedených jeho matkou, Ludmilou Battěkovou a Pavlem Jurkovičem. V roce 2003 se stal členem Dismanova rozhlasového dětského souboru. V té době začal s dabingem a o rok později získal první dětskou divadelní roli v Divadle Ta Fantastika. Zde působil až do roku 2010 v muzikálech Láska je láska a Němcová!.
Paralelně s tím ztvárnil v letech 2005–2007 roli Nathana v inscenaci Donaha! v Divadle na Vinohradech. V roce 2008 vytvořil hlavní roli v muzikálové pohádce České televize Fredy a zlatovláska. Krátce byl obsazen seriálu TV Nova Ulice. Role pážete se ujal v historickém seriálu/filmu Karla Janáka Ať žijí rytíři!. V druhé řadě seriálu Mordparta ztvárnil roli "ajťáka" Danteho.
Od roku 2008 je členem umělecké skupiny OLDstars, což ho vedlo ke studiu katedry produkce na pražské DAMU. Spolupracuje s Divadlem Na Vinohradech, kde vystupuje v inscenacích Romeo a Julie, Nepřítel lidu, Pygmalion, Konec masopustu a Revizor.
Věnuje se dabingu a moderování kulturních akcí.

## Divadlo

### Divadlo Ta Fantastika
- Láska je láska, 2005 – mladý otec, mladý Amor
- Němcová!, 2008 – Hynek

### Divadlo na Vinohradech

#### Velká scéna

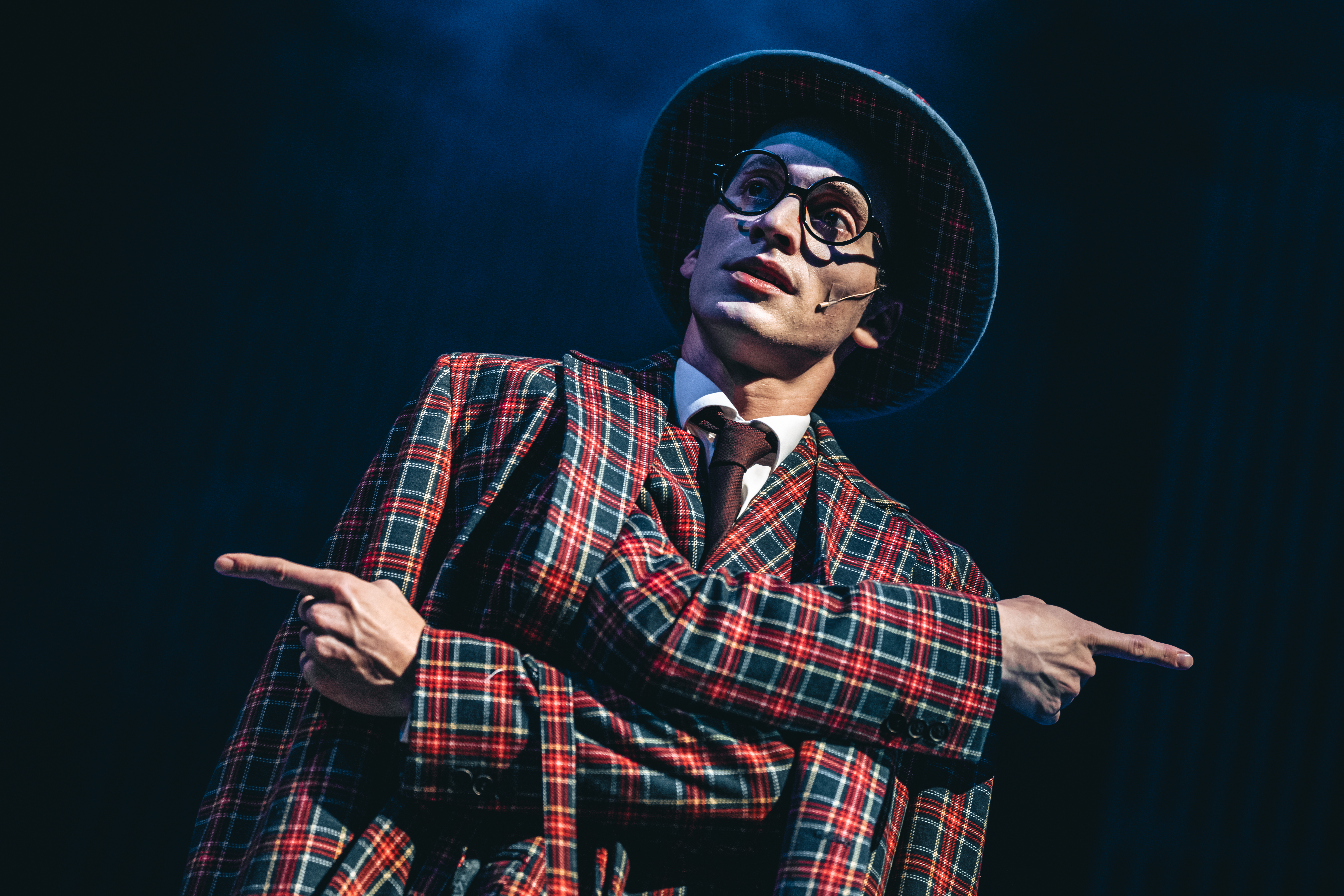
Jan Battěk v roli Mistra Šimona v inscenaci Lakomec, Divadlo na Vinohradech, foto Petr Chodura (2023)

- 2005 Terrence McNally – David Yazbek: Donaha!, režie: Radek Balaš, poprvé: 25. listopadu 2005, premiéra: 9. 12. 2005, role: Nathan Lukowski
- 2015 William Shakespeare: Romeo a Julie, režie: Juraj Deák, premiéra: 12. prosince 2015, role: Sluha
- 2016 Henrik Ibsen: Nepřítel lidu, režie: Juraj Deák, premiéra: 19. února 2016, role: Nespokojený občan
- 2016 George Bernard Shaw: Pygmalion, režie: Juraj Deák, premiéra: 22. dubna 2016, role: Zvídavý pán – Host na plese
- 2018 Josef Topol: Konec masopustu, režie: Martin Františák, premiéra: 19. října 2018, role: Maškara
- 2018 Nikolaj Vasiljevič Gogol: Revizor, režie: Juraj Deák, premiéra: 19. prosince 2018, role: Číšník
- 2020 Milan Uhde – Miloš Štědroň: Balada pro banditu, režie: Juraj Deák, premiéra: 2. října 2020, role: Icu Bokšaj
- 2023 Molière: Lakomec, režie: Pavel Khek, premiéra: 20. října 2023, role: Mistr Šimon

#### Studiová scéna
- 2024 Denis Kelly: Sirotci, režie: Barbora Mašková, premiéra: 19. dubna 2024, role: Danny

### OLDstars
- William Shakespeare, 2010 – Antonius, Falstaff
- Dva bratři, 2011 – Lev
- Sedmá pečeť, 2011 – smrt
- Elevátor, 2011 – On
- Hamlet, 2012 – Rosencrantz
- Caligula, 2012 – Caligula
- Testosteron, 2013 – Robal
- Přelíčení, 2014 – svědek
- Bouře, 2014 – Kuligyn
- To všechno ona, 2015 – On

## Film
- Ulice (seriál), 2008
- Fredy a zlatovláska, 2008
- Láska je láska (divadelní záznam), 2009
- Ať žijí rytíři! (film), 2009
- Ať žijí rytíři! (TV seriál), 2009
- Němcová! (divadelní záznam), 2010
- Hořící keř, 2013
- Mordparta (seriál), 2017
- Modrý kód (seriál), 2018
- Ta pravá, 2019
- Krejzovi (seriál), 2019
- Slunečná (seriál), 2020
- 1. MISE (seriál), 2021

## Rozhlasové role
- 2019 Neil Simon: Apartmá v hotelu Plaza, třídílné rozhlasové zpracování (1. díl: Host z lepších kruhů, 2. díl: Host z Hollywoodu, 3. díl: Svatební hosté), Překlad: Ivo T. Havlů, hudba: Kryštof Marek, dramaturg: Martin Velíšek, režie: Dimitrij Dudík, premiéra: 29. 12. 2019, hrají: Bára Hrzánová, Igor Bareš, Jan Battěk, Andrea Elsnerová, Lucie Pernetová, Michal Dlouhý, Zuzana Slavíková, Marek Holý, Václav Kopta.[1]